# Phytomyza minuscula
Phytomyza minuscula este o specie de muște din genul Phytomyza, familia Agromyzidae, descrisă de Goureau în anul 1851. Conform Catalogue of Life specia Phytomyza minuscula nu are subspecii cunoscute.